# Bray, Eure

Bray este o comună în departamentul Eure, Franța. În 1 ianuarie 2022 avea o populație de 400 de locuitori.